# Georg Thoma (Konstrukteur)
Georg Thoma (* 16. November 1937 in München) ist ein deutscher Filmtechniker, Erfinder und Elektronikingenieur.

## Leben
Nach einer Kindheit in München-Schwabing lernte Thoma bei der Firma Deckel Werkzeugmacher und Elektroniker. Er arbeitete nach seiner Lehrzeit weiter bei Deckel als Konstrukteur für Compur-Verschlüsse, die für Objektive der Marken Zeiss, Rodenstock, Schneider für Kameras der Hersteller Rollei, Linhof und Hasselblad gebaut wurden.
1961 wechselte er zur Bolex GmbH in München ins Entwicklungsteam von Angelo Jotzoff, der eine professionelle Bolex-Reportagekamera bauen sollte. Thoma war vor allem für den Sucher, die Umlaufblende und das Kassettensystem verantwortlich. 1966 wurde er von Paillard-Bolex als Herstellungsleiter mit dem Aufbau der Produktion der Kamera Bolex 16 Pro in München-Ismaning betraut. 1971 wurde die Produktion eingestellt.

## Unternehmen
Thoma entwickelte in der eigenen Firma THOMA Film- und Videotechnik GmbH & Co. KG 
Synchronmotoren für Arnold & Richter Cine Technik, den Bayerischen Rundfunk und Sachtler. 1974 erfand er ein einfaches, mehrstufig schaltbares Fluid-Dämpfungspaket für Sachtler-Schwenkköpfe. Mit dieser patentierten und im Jahr 1992 Oscar-prämierten Erfindung wurde die Firma Sachtler Weltmarktführer. Weitere Erfindungen befassten sich mit dem IRT Zeitcodierverfahren, mit Messgeräten für Farb- und Lichtmessungen, mit Drehtellern, Remoteschwenkköpfen und mit dem virtuellen Fernsehstudio. Die Firma wurde Ende 2014 aufgelöst.

### Produkte (Auswahl)
- Quarzmotor für Arriflex 35IIC, 16ST und 16BL, Drehteller TD1 bis TD4 belastbar 150 bis 1500 kg (1980 bis 1998)
- TH1 und TH2 Frequenzmessgerät (1976)
- TF1 bis TF6 Colormeter (1980)
- TR1 bis TR95 Remoteköpfe 22 verschiedene Versionen (1992 bis 2016)
- TR85 Remotekopf für die Fußball-Weltmeisterschaft 2014 in Brasilien
- Motion Control Tracking System „Walkfinder“ (1998 bis 2010)

## Preise und Auszeichnungen
- 1992: Auszeichnung durch die Academy of Motion Picture Arts und Sciences für die Entwicklung der Fluid-Dämpfung, eingebaut in die Sachtler Stativköpfe (Scientific and Engineering Award Class II)
- 2006: Design- und Technology-Preis durch Security- and Safety-Technologies International Forum in Moskau, für TR60 Remotekopf, September 2006
- Preis der Messe Security Essen für den TR60 Remotekopf, September 2006